# I Confess
I Confess (en Argentina, Mi secreto me condena; en España,Yo confieso; en México, Mi pecado me condena) es una película estadounidense de 1953 dirigida por Alfred Hitchcock y con actuación de Montgomery Clift, Anne Baxter y Karl Malden. Está basada en la obra teatral francesa de 1902 Nos deux consciences, de Paul Anthelme. Se rodó en Quebec, con numerosos exteriores de la ciudad y escenas interiores de sus iglesias y otros edificios emblemáticos, como el Château Frontenac.
Gira en torno al tema de un falso culpable, muy del gusto de Hitchcock y repetido en varias de sus películas. La elección de Clift para el papel del protagonista se produjo después de muchas dudas por parte del director. Hitchcock se sintió bastante satisfecho de la interpretación, aunque la relación entre actor y director durante el rodaje fue bastante tormentosa.
La actriz elegida inicialmente como protagonista femenina era Anita Björk, pero fue despedida, a pesar de Hitchcock, por la presencia de la actriz con su amante y su hijo en el puritano Hollywood. Anne Baxter fue su sustituta, y de lo primero que le mandó Hitchcock fue algo poco menos que inevitable: que se tiñera de un rubio más intenso.

## Sinopsis
El sacristán de una parroquia de Quebec es sorprendido en una casa robando, y mata al dueño, un reputado abogado de la ciudad. Al volver a la iglesia, se confiesa con el padre Logan (Montgomery Clift), en quien recae la sospecha al no poder presentar coartada, y se descubre que el culpable llevaba una sotana la noche del crimen. Además, se conoce que el sacerdote era chantajeado por el abogado asesinado, por motivo de un asunto amoroso de antes de ser ordenado.

## Argumento

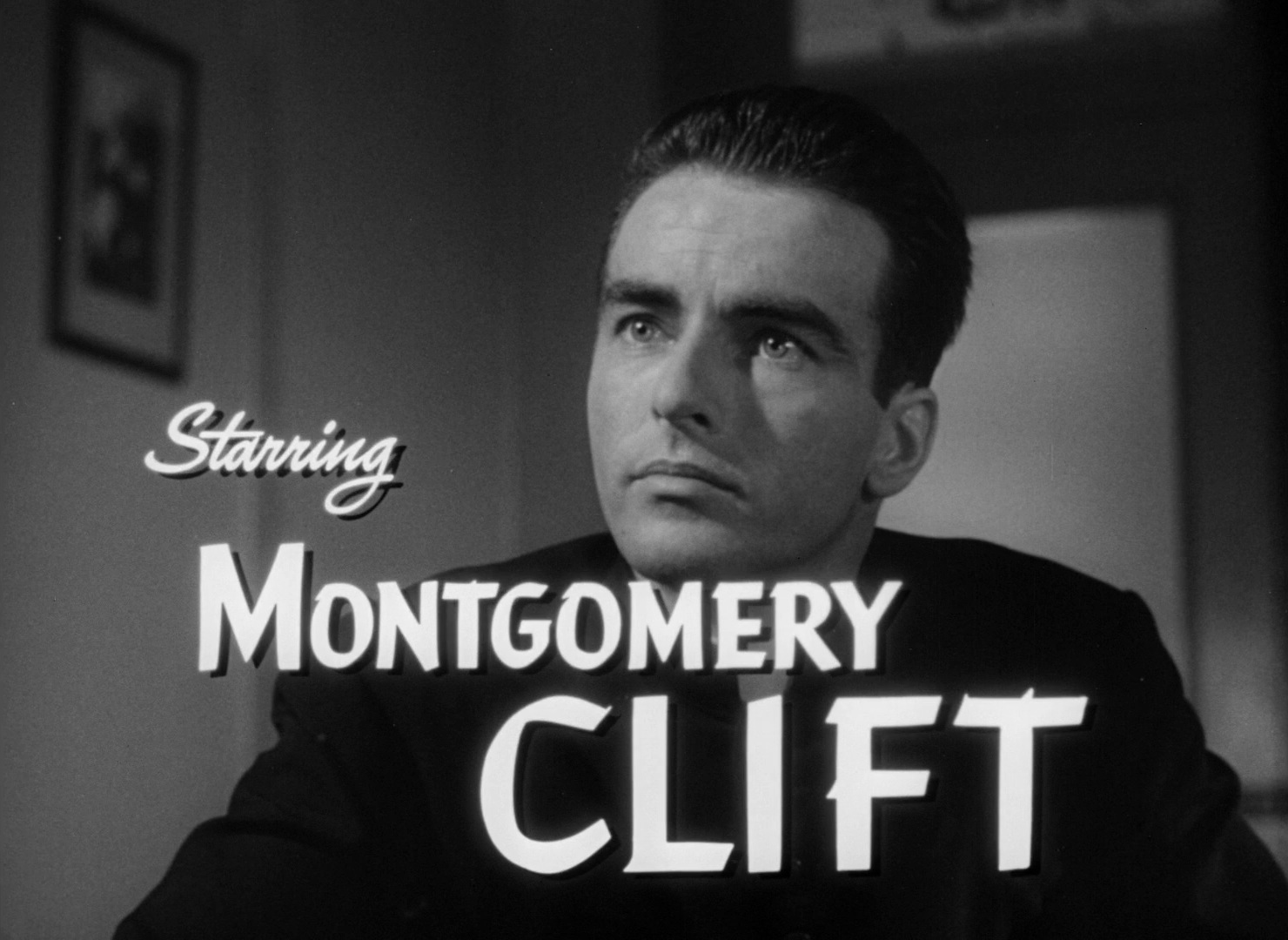
Montgomery Clift in the I Confess film trailer

El padre Logan es un devoto sacerdote católico de la iglesia de Santa María en la ciudad de Quebec. Emplea a Otto y Alma Keller, un matrimonio de inmigrantes alemanes, como cuidador y ama de llaves, respectivamente. Otto Keller también trabaja a tiempo parcial como jardinero para un abogado sospechoso, Villette.
Tarde una noche un hombre que viste en una sotana se aleja de la casa de Villette con el abogado muerto en el suelo dentro. Poco después, en el confesionario de la iglesia, Otto le confiesa a Logan que mató accidentalmente a Villette mientras intentaba robarle. Otto le cuenta a su esposa sobre su acción y le asegura que el sacerdote no dirá nada porque está obligado a mantener inviolable todo lo revelado durante la confesión.
A la mañana siguiente, Otto va a la casa de Villette a la hora de jardinería habitual y denuncia la muerte a la policía. Logan también va a la escena del crimen después de escuchar a Alma mencionar que su esposo está allí y encuentra a la policía allí. Logan es entrevistado por el inspector Larrue, quien es testigo de cómo Logan habla con una mujer después de que él se va.
En la estación de policía, dos chicas jóvenes le dicen a Larrue que vieron a un sacerdote saliendo de la casa de Villette. Esto impulsa a Larrue a llamar a Logan para más preguntas, pero Logan se niega a proporcionar ninguna información sobre el asesinato. Sospechando prematuramente de Logan, Larrue ordena a un detective que lo siga y se pone en contacto con el fiscal de la corona Robertson, que asiste a una fiesta organizada por Ruth Grandfort, la mujer con la que Logan habló fuera de la casa de Villette, y su esposo Pierre, un miembro de la legislatura de Quebec. Ruth escucha a Robertson hablar de Logan, y el detective de Larrue descubre su identidad al seguirla a su casa al día siguiente después de que se reúna con Logan para advertirle que es sospechoso.
Considerando un sospechoso cada persona con quien Logan habla, Larrue llama a Ruth y Logan para interrogarlos, y Ruth suelta la verdad, narrando una serie de flashbacks: ella y Logan se enamoraron cuando eran amigos de la infancia, pero él fue a luchar en la Segunda Guerra Mundial con el Regimiento de Fusileros de Regina y finalmente dejó de escribirle.
Finalmente se casó con Pierre, para quien había estado trabajando como secretaria. El día después de que Logan regresara de la guerra, él y Ruth pasaron el día en una isla cercana. Una tormenta los obligó a refugiarse para pasar la noche en un cenador, y Villette los encontró allí por la mañana, reconociendo a Ruth. La siguiente vez que Ruth vio a Logan fue varios años después, cuando fue ordenado sacerdote.
Villette le había pedido recientemente a Ruth que convenciera a su esposo para que lo ayudara a escapar de un escándalo fiscal, con la condición de que si ella se negaba, él haría pública la noche que pasó con Logan. Se reunió con Logan la noche del asesinato, y Logan aceptó interceder ante Villette.

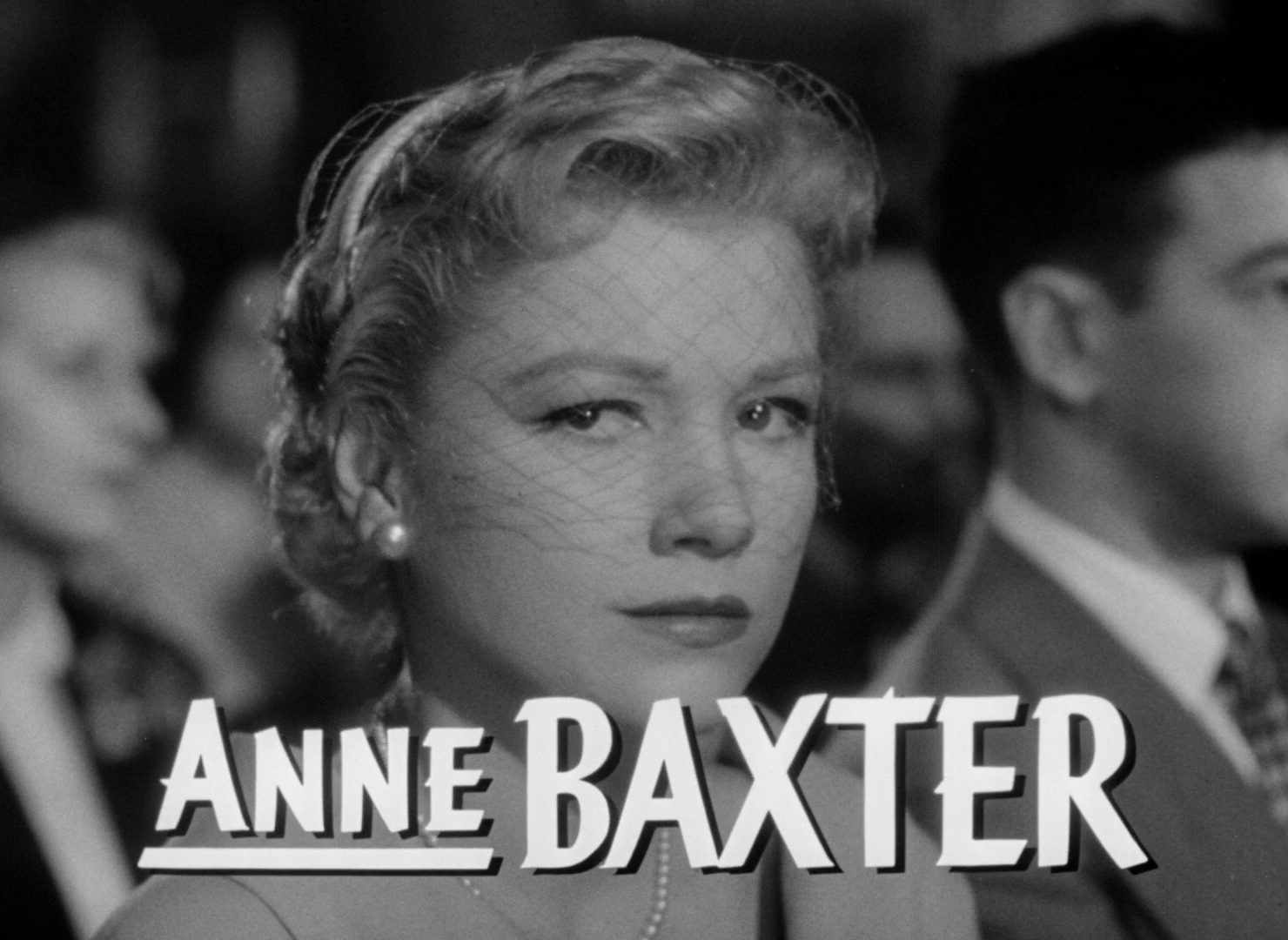
Anne Baxter in the I Confess trailer

El encuentro de Ruth con Logan se produjo entre las 21 y las 23 horas de la noche del asesinato, pero Larrue muestra a Robinson el informe de la autopsia de Villette que indica que Villette no pudo haber muerto antes de las 23:30 horas. El hecho de que Ruth y Logan concluyeran su encuentro a las 23 horas deja a Logan sin coartada.
Sabiendo que será arrestado, Logan se entrega al día siguiente en la oficina de Larrue. Keller ha colocado la sotana ensangrentada entre las pertenencias de Logan, y cuando Logan es juzgado en el tribunal, Keller testifica que vio a Logan entrar en la iglesia después del asesinato, actuando de manera sospechosa.
El jurado declara “no culpable” a Logan, debido a la falta de pruebas, pero la multitud que se encuentra fuera del juzgado se agolpa contra Logan cuando sale del tribunal. Esto molesta a Alma hasta tal punto que comienza a gritar que Logan es inocente. Otto, al darse cuenta de que está a punto de ser revelardo como el asesino, le dispara a Alma y la mata. Mientras es perseguido por agentes de policía, huye al Château Frontenac, matando a un chef de cocina en el proceso.
Larrue finalmente se da cuenta de que Otto es el asesino, lo acorrala en el gran salón de baile del Château Frontenac y lo engaña para que confiese el asesinato. Otto, pensando que Logan lo había traicionado ante la policía, amenaza con dispararle. Sin embargo, Logan prefiere la paz a la violencia y avanza hacia el salón de baile para hablar con Otto.
Inmediatamente seguido por agentes de policía, Logan habla con Otto, su principal intención es evitar un tiroteo en el salón de baile, pero Otto le dispara; un francotirador de la policía luego le dispara a Otto, salvando la vida de Logan. Mortalmente herido, Otto llama a Logan in extremis y muere inmediatamente después de pedirle perdón.

## Personajes principales

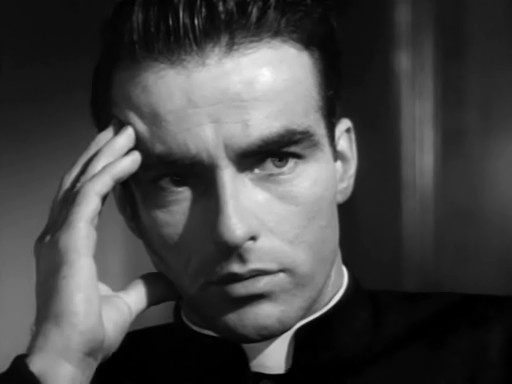
El padre Logan (Montgomery Clift) en un fotograma del reclamo de la película

| \| Actor \| personajes \| \| ---------------- \| ------------------------------ \| \| Montgomery Clift \| el padre Michael William Logan \| \| Anne Baxter \| Ruth Grandfort \| \| Karl Malden \| el inspector Larrue \| \| Brian Aherne \| Willy Robertson \| \| Roger Dann \| Pierre Grandfort \| \| Dolly Haas \| Alma Keller \| \| Charles Andre \| el padre Millars \| \| O.E. Hasse \| Otto Keller \| |                                |
| Actor | personajes                     |
| Montgomery Clift | el padre Michael William Logan |
| Anne Baxter | Ruth Grandfort                 |
| Karl Malden | el inspector Larrue            |
| Brian Aherne | Willy Robertson                |
| Roger Dann | Pierre Grandfort               |
| Dolly Haas | Alma Keller                    |
| Charles Andre | el padre Millars               |
| O.E. Hasse | Otto Keller                    |

## Cameo
- Los cameos de Alfred Hitchcock son una constante en la mayoría de sus películas.  En I confess puede ser visto (después de los títulos créditos) cruzando unas escaleras.

## Reacciones
La película está considerada como la favorita entre los cineastas de la Nueva Ola francesa, según apunta el historiador del cine Peter Bogdanovich.[cita requerida]
La película fue censurada en Irlanda debido a que mostraba a un sacerdote manteniendo una relación amorosa con una mujer (aun cuando la relación tiene lugar antes de que el personaje se haga sacerdote).[cita requerida]